# Endecous arachnopsis
Endecous arachnopsis är en insektsart som beskrevs av Henri Saussure 1878. Endecous arachnopsis ingår i släktet Endecous och familjen syrsor. Inga underarter finns listade i Catalogue of Life.